# Rick Scott

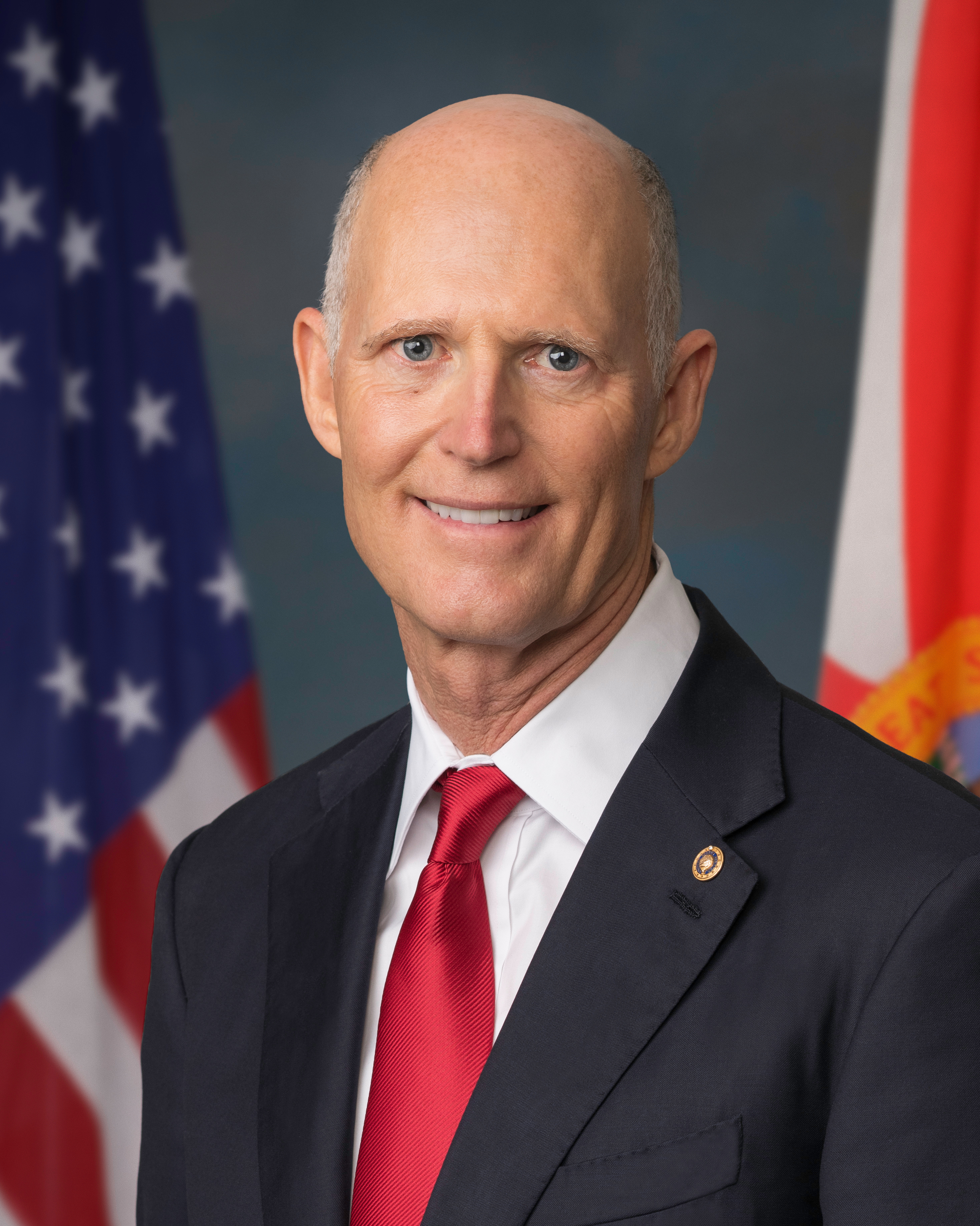
Rick Scott (2019)

Richard Lynn „Rick“ Scott (* 1. Dezember 1952 in Bloomington, Illinois) ist ein US-amerikanischer Politiker der Republikanischen Partei. Er war von Januar 2011 bis Januar 2019 Gouverneur des Bundesstaates Florida; 2010 und 2014 war er jeweils mit einem Vorsprung von 1 Prozent gewählt worden. Bei der Wahl am 6. November 2018 bewarb er sich um ein Mandat im US-Senat. Er gewann die Wahl mit etwa 0,12 Prozent (etwa 10.000 Stimmen) Vorsprung vor Bill Nelson. Seit dem 8. Januar 2019 vertritt Scott Florida im US-Senat.

## Werdegang
Nach seiner Schulzeit diente Scott in der US Navy. Er studierte Rechtswissenschaften an der University of Missouri und erlangte an der Southern Methodist University den J.D. Danach arbeitete er bei der Anwälte Firma Johnson & Swanson in Dallas und wurde Partner.
1987 war er Mitgründer des Unternehmens Columbia Hospital Corporation. 1989 fusionierte das Unternehmen mit der Hospital Corporation of America zum Gesundheitsunternehmen Columbia/HCA, das zum größten gewinnorientierten Gesundheitsunternehmen der Vereinigten Staaten wurde. 1997 sah er sich gezwungen, aus dem Vorstand des Unternehmens zurückzutreten, als es einen Skandal über die Geschäftspraktiken und Rechnungsstellungen gegenüber Medicare gab; zuletzt räumte das Unternehmen ein, vierzehn Straftaten begangen zu haben und willigte ein, der US-Bundesregierung mehr als 1,7 Milliarden Dollar zu zahlen.
2001 gründete er gemeinsam mit Karen Bowling das Unternehmen Solantic in Jacksonville.

## Politische Laufbahn

### Kandidatur als Gouverneur 2010
Scott ist Mitglied der Republikanischen Partei. Für die Gouverneurswahlen in Florida nominierten ihn seine Partei zum Kandidaten, nachdem Amtsinhaber Charlie Crist aus der Partei ausgetreten war und anstelle einer zweiten Amtszeit eine Wahl zum US-Senator anstrebte. Am 2. November 2010 gewann Scott die Wahl zum Gouverneur gegen die Demokratin Alex Sink mit einem knappen Vorsprung von rund einem Prozent. Er konnte 48,8 Prozent der Stimmen auf sich vereinen, während seine Herausforderin 47,8 Prozent der Stimmen erhielt.

### Gouverneur von Florida (2011–2019)

#### Erste Amtszeit (2011–2015)

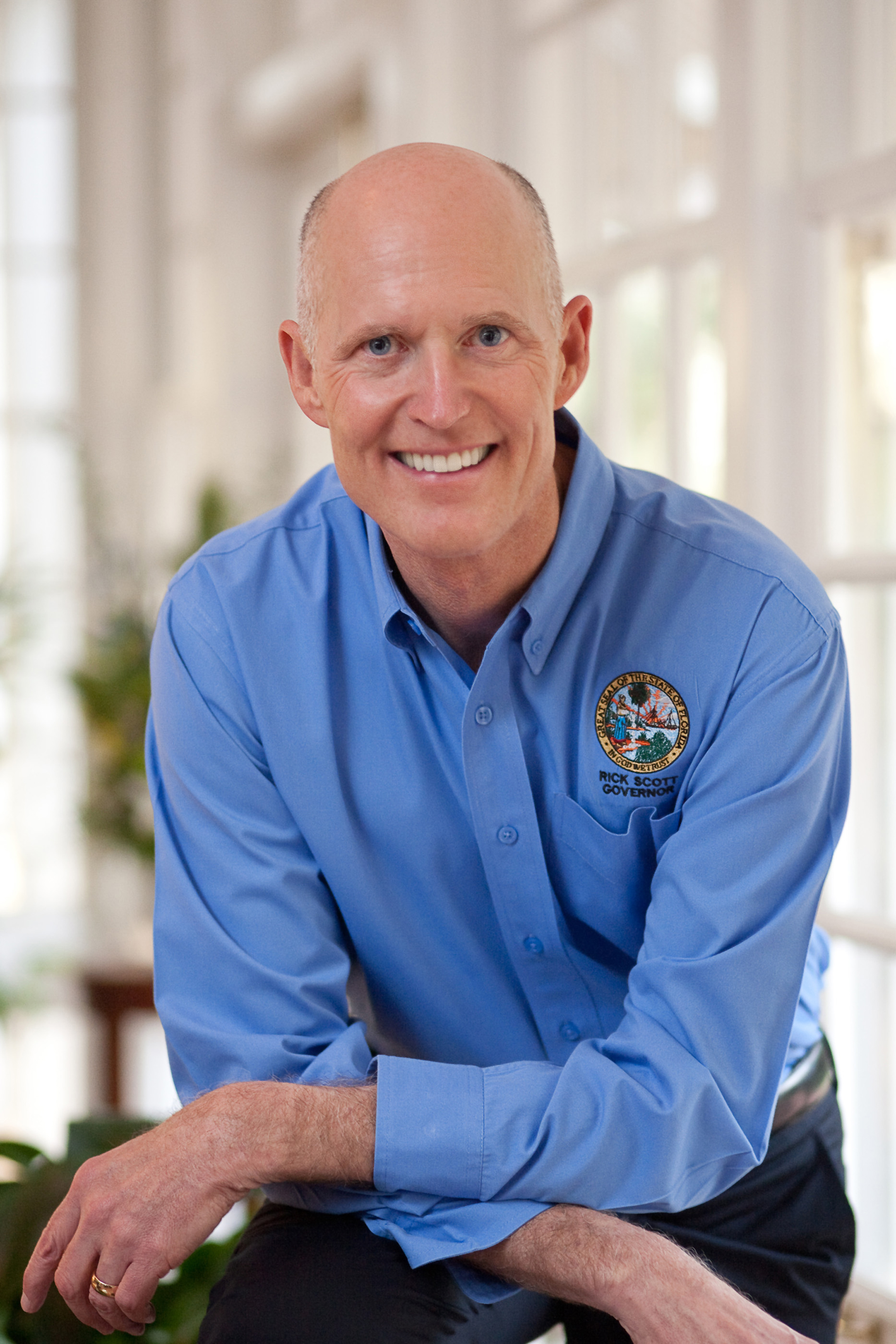
Rick Scott im Jahr 2012

Am 4. Januar 2011 trat er das Amt als Gouverneur an. Zu seiner Vizegouverneurin wurde Jennifer Carroll, die jedoch im März 2013 aufgrund von Korruptionsvorwürfen zurücktreten musste. Nach Bestätigung durch die State Legislature amtiert seit Februar 2014 Carlos López-Cantera als neuer Stellvertreter des Gouverneurs. Auch nach der Gouverneurswahl 2014 bleibt López-Cantera Stellvertreter des Gouverneurs.
Scott führte 2011 eine Karenzzeit von fünf bis sieben Jahren ein, in der Ex-Häftlinge nicht wählen dürfen. Erst danach dürfen sie eine Antrag stellen, dass sie wieder wählen dürfen.
Im Rahmen der US-Präsidentschaftswahl 2012 geriet Scott in die öffentliche Kritik, als er veranlasste, dass Frühwähler maximal acht statt wie bisher 14 Tage vor der eigentlichen Wahl ihre Stimme abgeben konnten und sich so lange Schlangen vor den Wahllokalen bildeten. Kritiker argumentierten, es handele sich um einen Versuch, Wähler von der Stimmabgabe abzuhalten.

#### Wiederwahl 2014

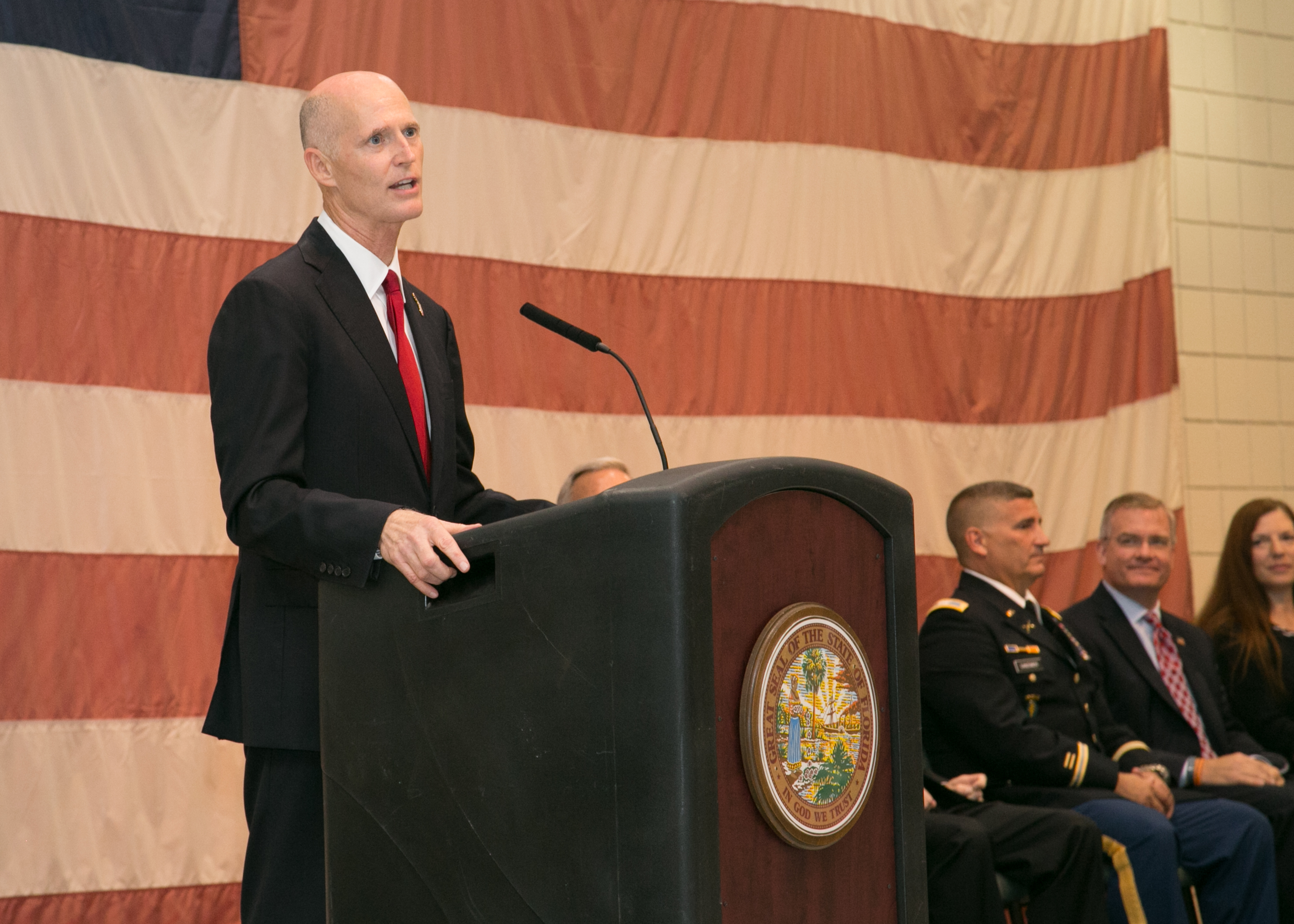
Rick Scott bei einem öffentlichen Auftritt im Juli 2014

Bereits im Oktober 2011 kündigte Scott an, bei der Gouverneurswahl 2014 erneut kandidieren zu wollen. Obwohl er zu dieser Zeit erst ein gutes halbes Jahr amtierte, waren seine Zustimmungswerte in öffentlichen Umfragen bereits wesentlich gefallen. Auch mit Beginn des Wahljahres wurde seine Bestätigung im Amt als äußerst unsicher angesehen. Bei den parteiinternen Vorwahlen der Republikaner konnte sich Scott am 26. August 2014 mit 87 Prozent der Stimmen klar durchsetzen, nachdem es keinen nennenswerten Gegner gab. Die Demokraten nominierten Scotts Vorgänger Charlie Crist, der nach seiner Abkehr von den Republikanern zu den Demokraten wechselte. In Umfragen lag Crist zunächst stets vorn, in den finalen Monaten des Wahlkampfes schien alles auf ein Kopf-an-Kopf-Rennen hinauszulaufen. Am 15. Oktober geriet Scott landesweit in die Schlagzeilen, als er sich im Rahmen eines Fernsehduells offenkundig weigerte, an der Debatte teilzunehmen. Er betrat das Diskussionspodium mit etwas mehr als fünf Minuten Verspätung, nachdem es aus dem Publikum bereits negative Reaktionen gab. Nach Angaben des Moderators wertete der Amtsinhaber es als Bruch der Regeln des TV-Formats, nachdem Crist ein Ventilator zur Abkühlung bereitgestellt wurde. Später wurde bekannt, dass es sich um ein Missverständnis handelte, da Scott hinter der Bühne keinerlei Notiz von dem Ventilator nahm. Scott erklärte, ihm sei berichtet worden, Crist hätte das Podium noch nicht betreten, weshalb er selbst noch nicht erschienen sei. Politische Gegner des Gouverneurs nahmen dies zum Anlass, Scotts Verhalten als unangemessen zu kritisieren. Vor allem den sozialen Medien löste der Vorfall mit dem Titel Fangate breite Diskussionen aus.
Die Wahl am 4. November 2014 konnte Scott mit 48,2 Prozent der abgegebenen Stimmen knapp erneut für sich entscheiden. Für Crist sprachen sich 47,2 Prozent der Wähler aus, was eine Differenz von etwa 64.000 Stimmen ausmacht. Medienberichtenwelche? zur Folge handelte es sich in Florida um den teuersten Gouverneurswahlkampf aller Zeiten. Am 6. Januar 2015 wurde Scott für seine zweite Amtszeit vereidigt.

#### Zweite Amtszeit (2015–2019)
Nach Beginn seiner zweiten Amtszeit reichte der frühere Direktor der obersten bundesstaatlichen Strafverfolgungsbehörde Gerald Bailey Klage gegen Scott ein, nachdem der Gouverneur ihn zuvor von seinem Posten suspendiert hatte. Während Scott seine Entscheidung mit einer reinen Umstrukturierungsmaßnahme begründete, wirft Bailey ihm politische Motive vor. Bailey erklärte, Scott habe hochrangige Beamte der Behörde gebeten, ihn im Wahlkampf 2014 öffentlich zu unterstützen, was Direktor Bailey mit Verweis auf die Überparteilichkeit der Behörde zurückgewiesen habe.
Im Januar 2015 musste Scott einen weiteren politischen Rückschlag hinnehmen, als die republikanische Parteiführung in Florida seinen Wunschkandidaten für den Vorsitz (State party chairman) zurückwies und den Abgeordneten Blaise Ingoglia zum Vorsitzenden bestimmte.
Scott ist bekannt für seine Unterstützung der Todesstrafe. So zeichnete er seit seinem Amtsantritt als Gouverneur eine Reihe von Vollstreckungsbriefen (death warrants) gegen und lehnte damit eine Begnadigung ab. 19 der 90 seit 1976 vollstreckten Todesurteile in Florida fanden im Zeitraum 2012 bis Februar 2015 statt.
Scott hat die Existenz des von Menschen verursachten Klimawandels bestritten. Im März 2015 wurde bekannt, dass es Mitarbeitern der Exekutive des Bundesstaates von der Scott-Regierung untersagt wurde, Begriffe wie Klimawandel oder Globale Erwärmung in offiziellen Schriftstücken zu verwenden. Diese Entscheidung stieß bei den Demokraten als auch der Öffentlichkeit auf heftige Kritik. Scotts Positionen zum Klimawandel waren auch zuvor immer wieder kontrovers diskutiert worden.
Am 15. Mai 2015 unterzeichnete Scott ein Gesetz, mit dem die Wählerregistrierung vereinfacht werden soll. Mit der neuen Rechtslage können sich wahlberechtigte Bürger online registrieren lassen.
Während des Präsidentschaftswahlkampfs 2016 sprach sich Scott für den Immobilienunternehmer Donald Trump aus. Sein Endorsement erfolgte am 16. März 2016, einen Tag nachdem Trump die Vorwahl in Florida mit deutlichem Abstand für sich entschieden hatte. Scott wurde Vorsitzender der Super PAC, die Trumps Präsidentschaftswahlkampf unterstützte. Auch während Donald Trumps erster Präsidentschaft zeigte sich Scott 2017 häufig an dessen Seite, im Weißen Haus, in Trumps Anwesen Mar-a-Lago an der Küste Floridas und bei Trumps Golfclub in New Jersey. Erst während seines Senatswahlkampfs 2018 reduzierte Scott die Treffen und Erwähnungen Trumps stark.

### Kandidatur für den US-Senat 2018
Am 9. April 2018 kündigte Scott seine Bewerbung für den Senat der Vereinigten Staaten an. Dem waren monatelange Medienspekulationen vorausgegangen. Zuletzt hatte sich auch Präsident Trump für Scott als Senator ausgesprochen. Aufgrund seiner Popularität unter republikanischen Anhängern, seinen finanziellen Ressourcen und einer vorhandenen Wahlkampforganisation gelang ihm die Nominierung seiner Partei in der Vorwahl Ende August ohne Probleme. Bei der eigentlichen Senatswahl am 6. November 2018 traf Scott auf den demokratischen Mandatsinhaber Bill Nelson. Am selben Tag wurde auch über Scotts Nachfolge im Gouverneursamt abgestimmt, für welches er nach zwei Amtszeiten nicht mehr kandidieren durfte. Scott investierte von Beginn an große Summen für Fernsehwerbung in den teuren Medienmärkten Floridas und suchte die Unterstützung von Latinos, sodass ihm Umfragen und Angehörige des Politikbetriebs im Mai 2018 die Führung gegenüber Nelson gaben. Die erste Umfrage nach der Vorwahl sah beide Politiker bei je 49 Prozent. Während die Republikaner darauf hinwiesen, dass Scott bei der Vorwahl mehr Stimmen erhielt als jemals ein Senatskandidat zuvor in Florida, hofften die Demokraten darauf, dass die Nominierung des Afroamerikaners Andrew Gillum als Gouverneurskandidat Angehörige von Minderheiten mobilisieren würde. Am Wahlabend lag Scott leicht vorn und erklärte seinen Sieg über Nelson; das vorläufige Ergebnis sieht Scott jedoch mit 12.500 Stimmen Vorsprung bei insgesamt 8,1 Millionen abgegebenen Stimmen so knapp vorn (0,15 Prozentpunkte), dass am 10. November eine Nachzählung der Stimmen angeordnet wurde. Die Nachzählung ergab einen Sieg von Scott mit rund 10.000 Stimmen Vorsprung.
Rick Scott sollte ursprünglich am 3. Januar 2019 als neuer Senator vereidigt werden. Da seine Amtszeit als Gouverneur jedoch erst am 7. Januar 2019 offiziell endete und er nicht beide Ämter gleichzeitig innehaben konnte, verschob er seine Vereidigung als Senator auf den 8. Januar 2019. Alternativ hätte er zurücktreten können und die restlichen vier Tage von Vizegouverneur Carlos López-Cantera überbrücken lassen, bis der neugewählte Gouverneur Ron DeSantis offiziell ins Amt kommt.
Nach dem Sturm von militanten Trump-Anhängern auf das Kapitol in Washington am 6. Januar rückten einige US-Senatoren von ihrer Ankündigung ab, bei der Auszählung der Wahlmännerstimmung am 6. Januar 2021 das Wahlergebnis in bestimmten Bundesstaaten bei der Präsidentschaftswahl 2020 anzuzweifeln.
Scott war einer von acht US-Senatoren, die die Präsidentschaftswahl bei dieser Auszählung trotzdem noch anzweifelten.

### Wiederwahlen als Senator und parteiinterne Niederlagen
Nach der Senatswahl 2022, bei der Floridas zweiter Senator (Klasse III) Marco Rubio wiedergewählt wurde, kandidierte Scott in einer parteiinternen Wahl für die Funktion des Minderheitsführers im Senat, unterlag jedoch dabei Mitch McConnell, der diese Funktion bereits vorher innehatte. Scott wird innerhalb der republikanischen Partei dem Lager von Donald Trump zugeschrieben.
Nach Trumps Wahlsieg bei der US-Präsidentschaftswahl am 5. November 2024 kandidierte Scott für das Amt des Mehrheitsführers im US-Senat. Er unterlag dabei John Thune.

## Privatleben
Scott lebt mit seiner Familie in Naples. Er ist seit 1972 mit seiner Frau Frances verheiratet und hat zwei Töchter.